# Хайган
Хайга́н (кит. упр. 海港, пиньинь Hǎigǎng, буквально: «морской порт») — район городского подчинения городского округа Циньхуандао провинции Хэбэй (КНР).

## История
В 1898 году здесь на территории уезда Линьюй началось строительство торгового морского порта, что дало начало городу.
В ноябре 1948 года посёлок Циньхуандао был повышен в статусе до города Циньюй (秦榆市), в который вошли территории современных районов Хайган, Шаньхайгуань и Бэйдайхэ. В марте 1949 года в связи с тем, что Шаньхайгуань был повышен в статусе до города и переведён в состав провинции Ляоси, город Циньюй был преобразован в город Циньхуандао. В 1956 году в составе Циньхуандао был образован район Хайган.
23 июля 2015 года в состав района Хайган из состава района Фунин было передано три посёлка, в результате чего его территория выросла более чем в два раза.

## Административное деление
Район Хайган делится на 13 уличных комитетов и 8 посёлков.